# Le Breuil-sous-Argenton
Le Breuil-sous-Argenton è un comune francese soppresso di 433 abitanti situato nel dipartimento delle Deux-Sèvres nella regione dell'Aquitania-Limosino-Poitou-Charentes. 
Dal 1º gennaio 2016, assieme ai comuni di Argenton-les-Vallées, La Chapelle-Gaudin, La Coudre, Moutiers-sous-Argenton e Ulcot forma il nuovo comune di Argentonnay, del quale è comune delegato.

## Società

### Evoluzione demografica
Abitanti censiti